# Fordított ozmózis
A fordított ozmózis során egy hígabb oldattól féligáteresztő és mechanikailag szilárd membránnal elválasztott tömény vizes oldatra az ozmózisnyomásnál nagyobb nyomás hat. Ilyenkor a vízmolekulák a hígabb oldatba áramlanak és a töményebb oldat koncentrációját növelik. A folyamat éppen ellenkezője az ozmózisnak, amelynek során a koncentrációkülönbség kiegyenlítésére megindul a vízmolekulák diffúziója a hártyán keresztül a töményebb oldatba és ennek következtében túlnyomás (ozmózisnyomás) keletkezik.

## Felhasználási területe
A fordított ozmózist elsősorban az ivóvízkezelés során alkalmazzák, ahol zárt technológiai rendszerben, nyomás alatt egy féligáteresztő rétegen (membránon) préselik át a már több lépcsőben előszűrt vizet. A fordított ozmózis során használt membrán vízáteresztő mérete 0,0001 mikron nagyságú, amely így kiszűri a tisztításra szánt vízben lévő szinte összes fizikai és kémiai szennyezőanyagot, valamint a biológiailag aktív szervezeteket is. 
A fordított ozmózis technológiáját először a haditengerészetnél használták a sós tengervízből való ivóvízelőállításra. A nyugati világban régóta elterjedt, mint háztartási ivóvíztisztítási technológia is, de ma már a Közel-Kelet tehetősebb országai is így nyerik ivóvizüket a tengerből, sőt, Ázsiában már megjelentek a palackozott RO (Reverse Osmosis) ivóvizek is.
A fordított ozmózis az úgynevezett hiperszűrési technológiákhoz tartozik, és egyre jobban elterjed a vegyipari folyamatokban, a kozmetikai- és gyógyszeriparban és olyan más helyeken ahol nagyon nagy tisztaságú víz biztosítása szükséges.

## Működése

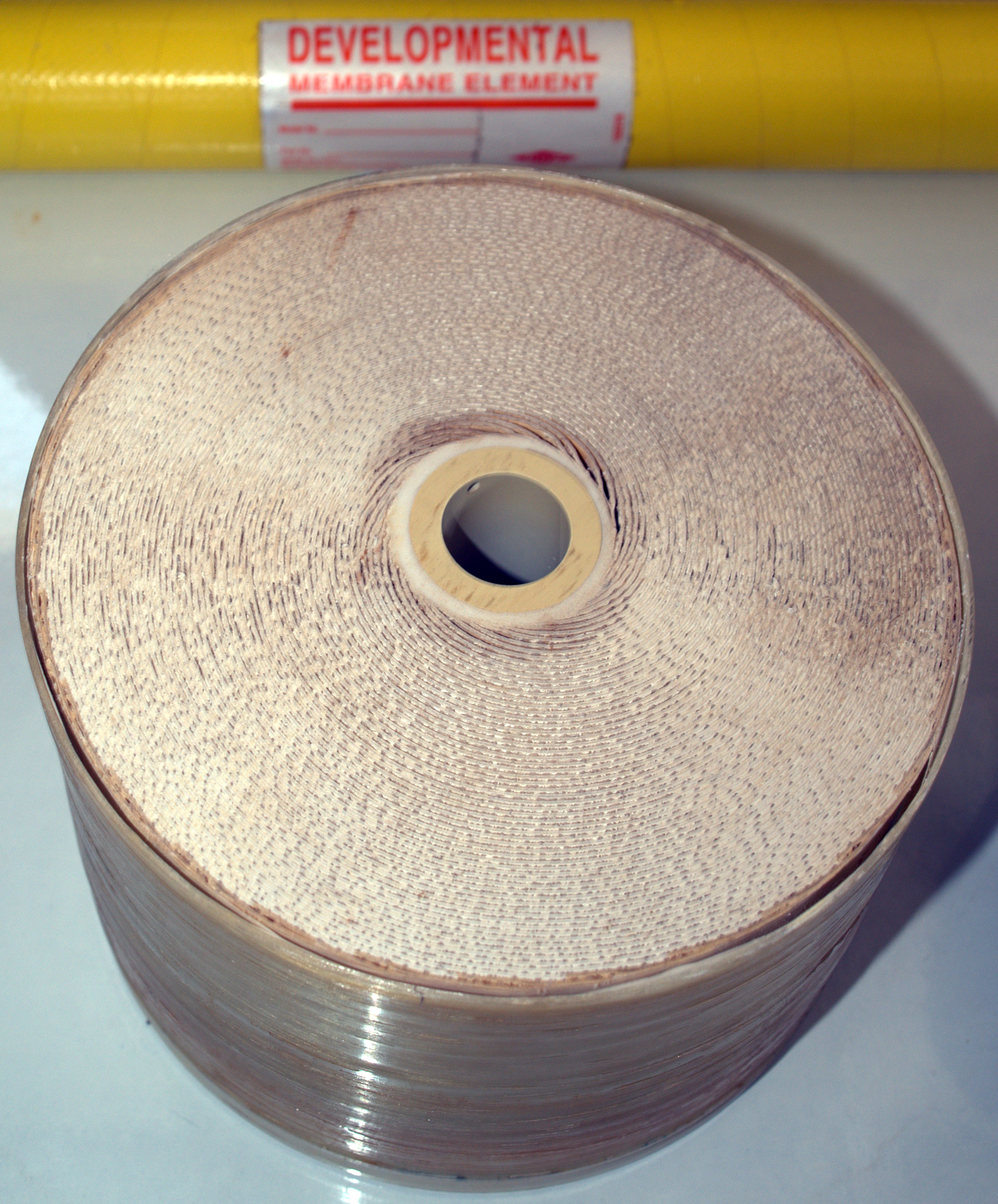
A félig áteresztő membrán-spirál.

A fordított ozmózis (Reverse Osmosis, RO) a természetes ozmózis folyamat megfordítása nyomás hatására. Az ozmózis jelenség egy oldószernek a természetes áramlása egy félig áteresztő membránon keresztül, egy hígabb oldat irányából a töményebb oldat irányába. A hajtóerő az ozmózisnyomás, mely függvénye az oldószer és az oldott anyag típusának, valamint a koncentrációnak. Amikor az ozmózisnyomással éppen egyenlő a felépülő hidrosztatikus nyomás, az eredmény az ozmotikus egyensúly, amikor is a membránon keresztüli nettó áramlás nulla. Amennyiben túlnyomást alkalmazunk a töményebb oldat oldalára a természetes ozmózis áramlás iránya megfordul. Az oldószer a töményebb oldat felől a hígabb oldat irányába áramlik. Ez a folyamat a fordított ozmózis.
Fordított ozmózisos rendszerekben a szeparációhoz erős, tartós, spirálisan csavart fordított ozmózis membránokat alkalmaznak. A berendezés nagynyomású szivattyúja az előkezelt nyersvizet (tápvíz) magas nyomáson szivattyúzza a fordított ozmózis membránokra. A membránok szétválasztják a folyadék áramot egy “tisztított” termékvíz áramra (ezt nevezzük permeátumnak) és egy koncentrált áramra (ezt nevezzük koncentrátumnak), mely utóbbiban találhatók a nyersvízáramból származó ásványi sók, baktériumok, stb. Ennek következtében ezeknek a “szennyezőknek” a koncentrációja lényegesen magasabb lesz a koncentrátumban, mint az eredetileg feladott nyersvízben. 
A spirálisan csavart membrán két réteg félig áteresztő membránt tartalmaz, amelyeket egy finom szövésű támasztó anyag választ el egymástól. A membránoknak három széle lezárt, így egy borítékszerű formációt hoz létre a finom szövésű támasztó anyag körül. A membrán borítéknak a negyedik széle egy perforált csőhöz csatlakozik úgy, hogy a finom szövésű támasztóanyag a központi perforált cső köré van tekerve spirálisan. Egy durvább szövésű műanyag háló helyezkedik el a membrán boríték egyik külső oldalán. A háló elválasztja egymástól a membrán rétegeket, és az áramlás turbulenciájának kialakítására is szolgál. Ez a négy réteg spirálisan van feltekerve, és egy henger alakú nyomástartó edénybe kerül. Ezt az egységet nevezzük egy komplett membrán modulnak. A tápoldatot a spirálisan csavart tekercs egyik végénél vezetjük be a modulba, majd a folyadék végigáramlik a durva háló által létrehozott membrán közti résen. A nyomás alatti tápvíz egy része áthalad a membránon, ez a permeátum (termékvíz), a membrán boríték belseje felé és követi a szálas alátámasztásban lévő áramlási csatornákat, amelyek azután a permeátumot a központi perforált csőbe gyűjtik össze. A koncentrátum a modulnak a feladással ellentétes végén lép ki.

## Külső hivatkozások
- Fordított ozmózissal kapcsolatos linkgyűjtemény a Startlapon
- A fordított ozmózis elve